# Xenosaurus phalaroantheron
Xenosaurus phalaroantheron är en ödleart som beskrevs 2001 av Adrian Nieto Montes de Oca, Oscar Flores Villela och den amerikanske herpetologen Jonathan Atwood Campbell. Xenosaurus phalaroantheron ingår i släktet Xenosaurus, och familjen xenosaurer. Inga underarter finns listade.

## Utbredning
Xenosaurus phalaroantheron förekommer endemiskt i delstaten Oaxaca i södra Mexiko.